# Aleksandr Odincow
Aleksandr Wasiljewicz Odincow (ros. Александр Васильевич Одинцов, ur. 1 sierpnia 1895 we wsi Andriejewka w guberni czernihowskiej, zm. 13 lipca 1937 lub w 1940) – działacz partyjny i państwowy Ukraińskiej SRR.

## Życiorys
W 1916 ukończył Kijowski Instytut Komercyjny, później studiował na Wydziale Prawnym Uniwersytetu Świętego Włodzimierza w Kijowie, w kwietniu 1917 wstąpił do SDPRR(b), był sekretarzem Osterskiego Komitetu SDPRR(b) i członkiem Osterskiego Komitetu Wojskowo-Rewolucyjnego. W 1919 był pracownikiem politycznym Armii Czerwonej, w październiku–listopadzie 1919 przewodniczącym czernihowskiej gubernialnej Czeki, 1919–1920 sekretarzem czernihowskiego gubernialnego komitetu KP(b)U, następnie organizatorem ds. pracy na wsi przy tym komitecie i 1920–1921 sekretarzem odpowiedzialnym kijowskiego gubernialnego komitetu KP(b)U. W 1921 był sekretarzem odpowiedzialnym czernihowskiego gubernialnego komitetu KP(b)U, 1921–1922 sekretarzem odpowiedzialnym odeskiego gubernialnego komitetu KP(b)U, 1922–1923 pełnomocnikiem Ludowego Komisariatu Rolnictwa RFSRR na Kraj Południowo-Wschodni, a 1923–1928 przewodniczącym zarządu Związku Spółdzielni Rolniczych „Silski Gospodar” i jednocześnie 1923–1926 zastępcą ludowego komisarza rolnictwa Ukraińskiej SRR. Od 29 listopada 1927 do 5 czerwca 1930 był zastępcą członka KC KP(b)U, od 16 października 1932 do 26 stycznia 1934 ludowym komisarzem rolnictwa Ukraińskiej SRR, od 18 października 1932 do 18 stycznia 1934 członkiem KC KP(b)U, a od 1934 do stycznia 1937 szefem Azowsko-Czarnomorskiego Krajowego Zarządu Rolnego.
14 stycznia 1937 został aresztowany, zginął podczas wielkiego terroru.